# 常元虫

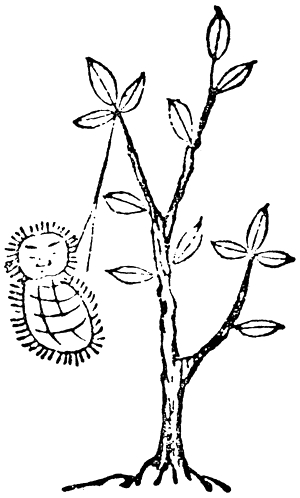
山崎美成『三養雑記』より「常元虫」

常元虫、浄元虫（じょうげんむし）は、江戸時代の書物『三養雑記』や『煙霞綺談』にある怪虫。

## 伝説
天正年間、近江国志賀郡別保村（現・滋賀県大津市）にいた南蛇井源太左衛門という侍が、戦乱で主家を離れて浪人となり、数百人の仲間を率い、諸国で盗賊や殺人など悪事の限りを尽くしていた。
やがて老いた源太左衛門は人の勧めにより改心し、出家して常元（浄元）と改名し、故郷の別保村で暮していた。だが慶長5年、諸国の姦族が捕えられ始め、常元も過去の多数の悪行を問われて捕えられた。見せしめのために木に縛りつけられた常元は、見物人たちの前で罵詈雑言を吐きつつ斬罪に処され、遺体は木の根元に埋められた。
翌年の夏、常元の遺体を埋めた木の根元から、おびただしい数の虫が現れた。それはまるで、人間が後ろ手に縛られたような姿に見え、やがて虫たちは羽化して飛び去ったが、その後も毎年必ず同じ虫たちが現れるので、村人たちはこれを常元の魂と考えて常元虫と呼び、因果の怖ろしさを噂しあった。
常元の住んでいた土地は常元屋敷と呼ばれ、そこに家を建てた者は必ず災いに遭うといわれた。そのため、その地に住もうとする者は誰もいなかったという。